# 113659 Faltona
113659 Faltona este o planetă minoră (asteroid), cu un diametru de 5,057 km, din centura de asteroizi. A fost descoperită pe 2 octombrie 2002 la  de Ernesto Palomba⁠(d). 
Obiectul prezintă o orbită caracterizată de o semiaxă mare de 3,136544704042 UAi, o excentricitate de 0,07, o înclinație de 8,4 ° în raport cu ecliptica.